# Ipyr Labyrinthus
L'Ipyr Labyrinthus è è una formazione geologica della superficie di Titano.